# Vienna Teng

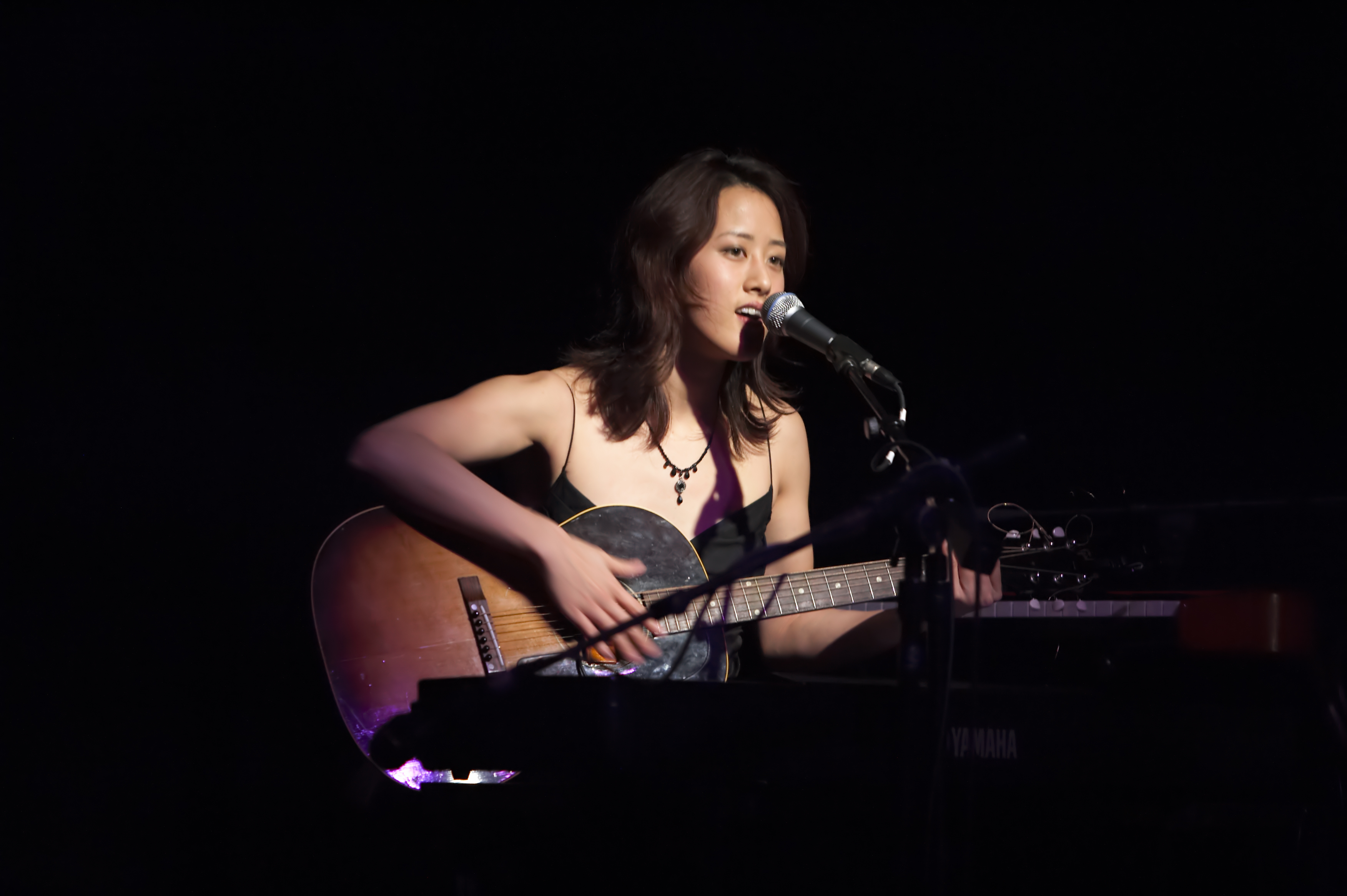
Teng bei einem Auftritt in San Francisco, 2005

Vienna Teng (* 3. Oktober 1978 in Saratoga, Kalifornien als Cynthia Yih Shih [史逸欣]) ist eine US-amerikanische Pianistin, Sängerin und Singer-Songwriterin taiwanischer Abstammung. Ihr Künstlername „Vienna“ spielt auf die klassische Musik der österreichischen Hauptstadt Wien (v. a. Wiener Klassik) an. Sie lebt derzeit in Washington, D.C.

## Musik
Tengs Musik zeichnet sich vor allem durch eine ruhige Melodieführung, vielschichtige Klavierarrangements und ihre zarte, klare Stimme aus. Ihre Musik enthält Folk-, Jazz- und Pop-Elemente sowie A-cappella-Einflüsse. Ihre Texte sind erzählerisch und emotional.
Vienna Teng singt zumeist in englischer Sprache. Das Lied Green Island Serenade, das als Hidden Track auf ihrem zweiten Album Warm Strangers enthalten ist, singt sie jedoch in Mandarin. Das Lied ist ein taiwanesischer Klassiker aus den 1950ern und wurde berühmt durch seine Interpretation durch Teresa Teng.

## Leben
Vienna Teng spielte bereits im Alter von fünf Jahren Klavier und komponierte zum ersten Mal mit sechs Jahren. Sie studierte zunächst Technische Informatik an der Stanford University. Dort schloss sie sich den Stanford Harmonics an, einer studentischen A-cappella-Gruppe. Sie begann, ihre Kompositionen in den Studios des zur Stanford University gehörigen Center for Computer Research in Music and Acoustics (CCRMA) aufzunehmen, um ihre Musik auf dem Campus bekannt zu machen. Viele dieser Aufnahmen wurden später auf ihrem Debütalbum Waking Hour veröffentlicht. Nach ihrem Universitätsabschluss im Jahr 2000 arbeitete Teng als Programmiererin für die Firma Cisco Systems, machte aber in ihrer Freizeit weiterhin Musik. 2002 unterschrieb sie einen Plattenvertrag bei Virt Records und kündigte schließlich ihren Job bei Cisco, um sich ganz ihrer Musikkarriere zu widmen.

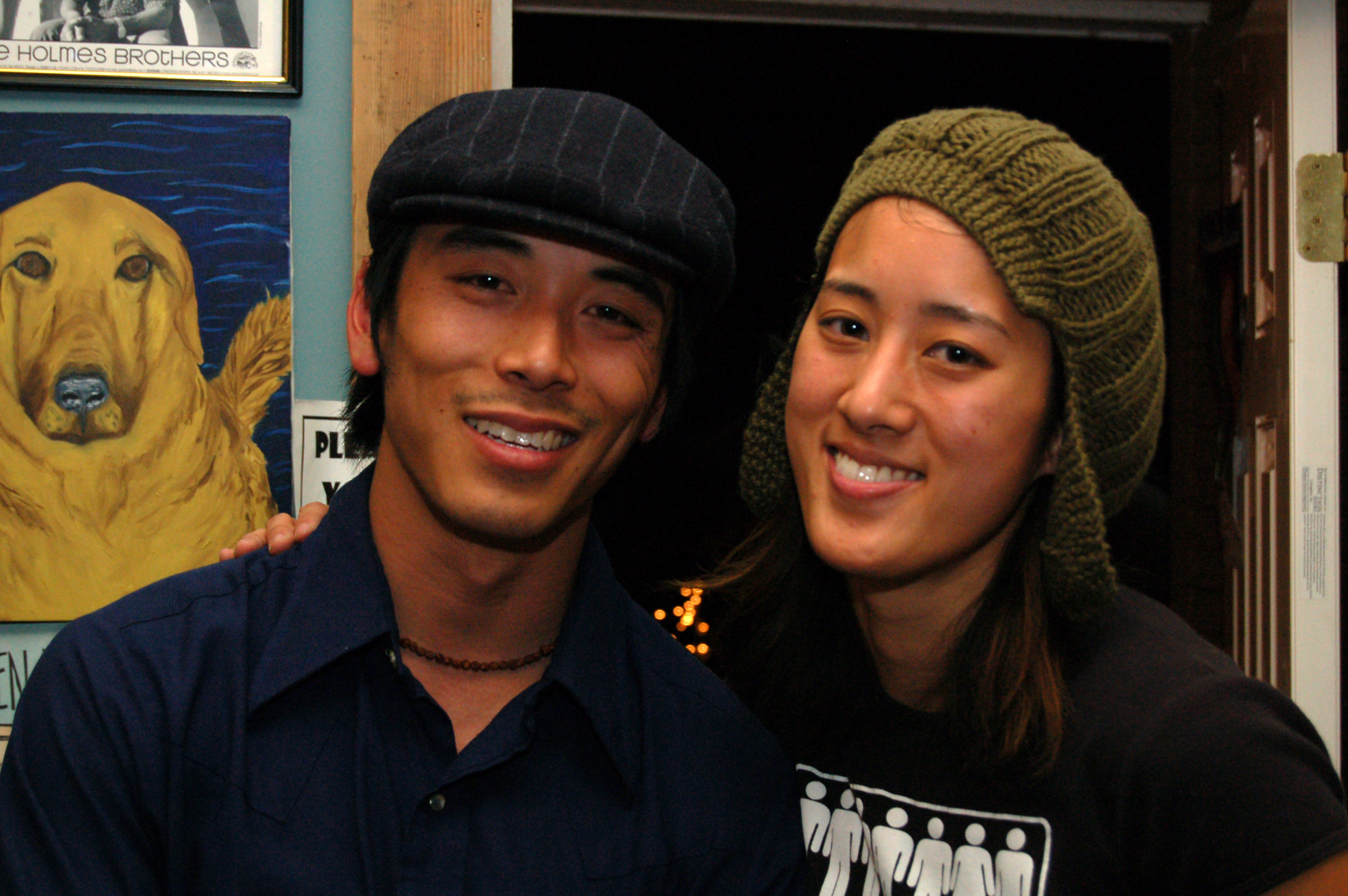
Teng (rechts) mit ihrem Tour-Schlagzeuger Alex Wong, 2007

Im Januar 2003 war ihr erster großer Fernsehauftritt in der Late Show von David Letterman und weitere Auftritte in Fernsehen und Radio folgten. Sie trat im Vorprogramm von Joan Baez, Shawn Colvin, Joan Osborne, Sarah Harmer und Marc Cohn auf. Ihr Debütalbum Waking Hour schaffte es auf Platz 5 der Bestsellerliste von Amazon.com und das zweite Album Warm strangers auf Platz 2.
2006 wechselte Teng zum Plattenlabel Rounder Records und nahm dort unter Mitarbeit des Produzenten und Bassisten Larry Klein ihr drittes Album Dreaming Through The Noise auf. Zwischen Dezember 2006 und Frühjahr 2007 war sie mit diesem Album auf Tour in den Vereinigten Staaten. Sie tourte gemeinsam mit Duncan Sheik und im Vorprogramm von Madeleine Peyroux. Im April 2007 begann ihre Green Caravan Tour, auf der sie gemeinsam mit der Cellistin Marika Hughes, der Violinistin Dina Maccabee und dem Schlagzeuger Alex Wong spielte, und auf der als Vorgruppen unter anderem David Berkeley und Jenny Owen Youngs zu sehen waren.
Ihr viertes Album Inland Territory erschien Anfang Februar 2009 in Europa und Anfang April 2009 in den USA.
Anfang 2019 gab sie ihre Heirat mit Jacob Corvidae bekannt, im Frühjahr 2020 erwartet sie ihr erstes Kind.

## Diskografie
- Waking Hour (2002)
- Warm Strangers (2004)
- Dreaming Through the Noise (2006)
- Inland Territory (2009)
- The Moment Always Vanishing (Live) (2010)
- Aims (2013)

- We've Got You (2024)